# Josip Nolli
Josip Nolli, slovenski igralec, pevec baritonist, režiser, dramatik, prevajalec, publicist in organizator, * 13. november 1841, Ljubljana, † 11. januar 1902, Ljubljana.
Nolli je pomemben pri ustanavljanju slovenske opere. Velja za prvega pomembnega slovenskega gledališčnika.

## Življenje
Od leta 1865 je deloval v ljubljanski čitalnici. Sodeloval je pri ustanovitvi Dramatičnega društva, kjer je postal prvi tajnik. Prevajal je besedila gledaliških iger, ki so jih uprizarjali v čitalnicah. Kot govornik je sodeloval tudi na narodnih taborih. 
Leta 1875 je odšel v tujino, kjer je kot operni pevec gostoval po številnih opernih odrih po Evropi (Praga, Lvov, Zagreb, Kijev, Moskva, Odesa, Madrid, Barcelona, Benetke ...). Pel je glavne vloge v klasičnem opernem repertoarju.
Leta 1890 se je vrnil v Ljubljano, kjer se je posvetil slovenski operni ustvarjalnosti. Deloval je kot operni režiser, pevec, učitelj, pisal je gledališke kritike in članke ...

## Delo
- Priročna knjiga za gledališke diletante (1867)
- Komisijonar Nro I. (1873)
- Pred plesom